# هگزااتیل تترافسفات
هگزااتیل تترافسفات (با مخفف HET) از ترکیبات آلی فسفر با فرمول شیمیایی C۱۲H۳۰P۴O۱۳ است.